# Parafia Zesłania Ducha Świętego w Warszawie
Parafia Zesłania Ducha Świętego w Warszawie – parafia rzymskokatolicka należąca do dekanatu żoliborskiego, archidiecezji warszawskiej, metropolii warszawskiej Kościoła katolickiego, w Warszawie. Obsługiwana przez księży archidiecezjalnych.

## Historia
Parafia została erygowana w 1984.

### Kościół parafialny
Kościół parafialny zaczęto budować w latach 80. XX wieku. Budowę ukończono w 2000.
Kościół konsekrował 4 maja 2002 Prymas Polski kardynał Józef Glemp.